# 대한민국의 교통
이 문서는 대한민국의 교통에 대해 서술한다.

## 도로 교통
한국의 도로 교통은 삼국시대의 역원제로 시작했다. 조선시대에는 서울을 중심으로 의주, 경흥, 평해(지금의 울진), 동래, 제주, 강화 등 6개 방면으로 발달되었다. 1900년대 초에 옛길이 신작로(새길, 포장로)로 바뀌고 1911년에 관용 자동차가 도입되며 1912년 택시와 버스가, 1928년부터는 화물자동차가 등장했다. 1970년대 경부고속도로의 건설과 함께 고속 버스가 등장하고, 이후로 전국 각지에 고속 도로가 건설됨에 따라 대한민국의 도로 교통은 질적·양적으로 크게 성장하였다. 현재 거의 모든 도시 내부 및 도시간의 주요한 대중 교통 수단으로 각종 버스가 운행되고 있다.
경제성장으로 국민소득이 증가하고 생활·소비패턴이 변화함에 따라 자동차의 보유대수는 급격히 증가한 반면에 도로화율은 점차 둔화되고 있어 심각한 적체·정체현상을 보이고 있으며 교통사고 등 안전사고를 또한 해마다 질·양적으로 확대되고 있다. 2003년 9월말 현재 전국의 자동차 대수는 총 1,449만 6,844대로 1998년 1,046만 9,599대에 비해 약 1.4배, 2000년 대비 1.2배 증가를 나타냈다. 업종별로는 영업용이 74만 5,912대로 전체 차량의 5.1%를, 비영업용이 1,375만 932대로 94.9%를 차지하고 있다. 차종별로는 승용차 1,020만 2,813대, 버스 125만 6,728대, 화물자동차 299만 3,280대, 특수차량 4만 4,023대로 나타났다. 동년기준으로 운수업체 수는 총 29만 8,148사이며, 종별로는 시내버스 390사, 시외버스 159사, 고속버스 21사, 전세버스 462사, 택시 1,832사, 노선화물 23사, 구역화물 등화물 1,305사, 용달 605사, 장의자동차 404사 등이다. 운수업체 종사자수는 총 54만 6,214명이며, 이 중 운전자는 버스업종 7만8,823명, 택시업종 25만3,370명, 화물업종 16만명이고 정비원은 1만2,477명, 기타 3만8,898명이다.

### 도로
대한민국에서는 고속국도, 일반국도, 서울특별시도·광역시도, 국가지원지방도/지방도, 시도, 군도, 구도 등의 7종의 종류로 도로를 구분하며, 나열한 순서대로 등급을 설정하고 있다. 도로의 정의에 관해서는 《도로법》을, 도로에서의 안전 수칙 등과 관련해서는 《도로교통법》의 적용을 받고 있다.

### 버스 교통
대한민국의 버스는 대한민국에서 운행하는 모든 버스를 일컫는다. 잘 발달된 도로망을 이용해, 대부분의 지역이 버스 운송망으로 촘촘하게 연결되어 있다. 최초의 시내 버스는 일제강점기에 대구에서 시작되었다. 2006년 현재 각급 버스의 인킬로는 48003105384.3725명킬로미터이다. 대한민국에서 가장 큰 버스 기업체는 경기고속으로, 577개의 일반 시내버스, 15개의 광역버스, 340개의 시외버스, 56개의 고속버스 노선을 운영하고 있다.

### 택시 교통
대한민국의 경우 자동차운수사업법에 의하면, 택시는 정식적으로는 택시여객 자동차운송사업이라 말하며, 1개의 계약으로 승차 정원 6명 이하의 자동차를 이용, 승객을 운송하는 사업이라고 하며 특정한 면허를 취득하지 못하면 택시를 운행할 수 없다. 운수회사에 속한 회사택시와 개인이 영업하는 개인택시가 있는데, 개인택시의 경우 법에서 정한 자격요건에 맞아야 한다. 지역별로 택시 색이 지정되는 경우도 있다.
특히 2009년 12월4일 하이브리드택시가 서울에 도입되었다. 서울시는 2020년까지 모든 택시를 하이브리드카로 바꿀 예정이다.

## 철도 교통
전통적인 장거리 대량운송 수단인 철도는 자동차·항공운송의 증가에도 불구하고 여객·화물수송에서의 지위는 확고하다. 그러나 시설의 노후화, 서비스의 부재, 경영의 진부화 등으로 한때 심각한 재정악화와 퇴조현상을 보이기도 하였으나 1980년대에 지속적인 노후시설대체, 서비스개선, 경영합리화 작업으로 모습을 일신하고 있고 도로수송의 적체, 항공수송의 고운임에 비해 저운임·신속·대량수송의 장점을 부각시키고 있다. 2002년 말 현재 궤도 총연장 6,819km로 영업노선이 45개 노선에 3,101.2km고, 이 중 복선화율은 28.4%, 전철화율은 18%이다. 한편 간선 철도망과 간선 고속도로망의 길이는 약 3000km로 거의 같은데, 이는 다른 세계 주요국에서 찾아보기 힘든 철도 인프라 과소 현상이라는 지적이 철도학계에서 제기되고 있다.  철도수송장비는 동력차가 총 2,851량으로 디젤기관차 482량, 전기기관차 96량, 디젤동차 610량, 전기동차 1,662량, 증기기관차 1량이며, 객차는 총 1,678량, 화차는 1만 4,113량으로 역(驛)은 총 631개이다.
대한민국의 대도시들은 자체적인 철도 교통망을 갖추고 있거나 갖출 계획을 세우고 있다. 서울특별시에는 현재 9개의 광역전철과 지하철 노선이 있으며, 1개 노선이 건설 중, 여러 개의 경전철을 추가로 계획 중이다. 이 노선은 현재 한국철도공사와 서울메트로, 서울도시철도공사의 세 회사가 운영하고 있다. 이를 수도권 지역의 것까지 합치면 현재 운영되고만 있는 것만 해도 11개, 지선과 건설되고 있는 것을 합치면 26개나 된다. 또한 수도권을 비롯한 주요 지방도시에서도 지하철들이 건설되어 인천광역시 (2개 노선), 대구광역시 (3개 노선), 대전광역시 (1개 노선), 부산광역시 (6개 노선), 광주광역시 (1개 노선) 등이 운행 중인데, 도시의 수송력을 분담하는 중요한 교통수단이 되고 있다. 이 경우에는 각각의 도시에서 세운 공기업이 운영하고 있다. 단 부산에 있는 부산김해경전철은 민간기업이 운영한다
지하철 및 광역전철을 제외한 대부분의 철도는 코레일이 운행한다. 이 철도는 전국 각지를 연결하고 있다. 한편 증기기관차는 1980년대 이후 몇몇 지방도시에서 관광열차로 운행되고 있으며, 1995년에는 협궤 철도가 사라졌고, 경부선의 과다한 여객 수요를 분산시키기 위해 2004년 경부고속철도가 개통되었고, 정부에서는 호남고속철도를 건설하여 운행중이다. 또한 2007년에는 대한민국 유일의 사설 철도인 인천공항철도가 개통되었다. 다만 협궤 철도는 수인선이 공식적으로는 영업 정지 상태여서 철도 통계에는 존재한다. (현재 선로가 철거되었으며, 표준궤로 복선 전철화 공사가 진행 중이다. )

### 전차
과거에는 서울전차, 부산전차가 있었으나 지금은 모두 폐선되었다.

## 해상 교통
수출입화물운송에서 절대적인 지위를 점하고 있는 해운업은 선박의 노후화, 선원부족, 비용가중이라는 내부적 문제에 비국적선 취항증가로 경영압박을 받고 있다. 2002년 말 전국의 항만수는 총 49개항이며, 이 중 무역항이 27개, 연안항이 22개항이다. 이들 항만의 연간 하역능역은 2억7,259만5,000톤으로 1988년의 1억7,077만톤보다 약 1.6배 증가했다. 선박등록현황은 총 763만 7,549톤(6,792척)이며, 이 중 여객선 12만 4,513톤(190척), 화물선 521만 4,636톤(725척)이고, 외항선박들의 주요정기항로 취항현황을 보면 북미 25척, 동남아 48척, 한일항로 55척 등이다.

## 항공 교통
대한민국에는 8개의 국제공항과 7개의 국내공항이 국내외 항공 교통을 담당하고 있다. 항공교통은 광복 후 1946년 대한국민항공사(KNA)가 설립되어 국내선을, 1954년 이후 국제선을 운항하였다. KNA는 1962년에 대한항공공사로 개칭하고 국영으로 운영되다가, 1969년 3월에 민영화 정책으로 한진상사가 인수하여 대한항공으로 개명하고 1970년대 여객·수출입화물의 증가로 본궤도에 올라 고속성장을 지속해온 업종이었다. 1988년 대한항공의 독점을 마무리하고, 제2민간항공사업이 허가됨으로써 금호그룹의 아시아나항공과 함께 경쟁체제로 바뀌었다. 1988년 12월 아시아나 항공이 국내선에 취역함으로써(국제선취역은 1990년 1월) 본격적인 경쟁에 돌입하였다. 2002년 말 현재 항공기보유대수는 총 295대로 수송기 183대, 경비행기 28대, 헬리콥터 60대이었다. 국제항공노선은 26개국 63개 도시에 79개(16개 중복노선)노선이 개설되어 있었으며, 이 중 여객노선은 69개 노선이었다. 대한항공은 2007년 기준으로 약 100억 톤의 화물을 처리하였다.
현재 대한항공과 아시아나항공 외에도 진에어, 제주항공, 이스타항공, 티웨이항공, 에어부산 등 많은 저가항공사들이 속속 등장하고 있다.
일본과 가까운 거리에 위치하고 있어 일본과의 항공 교통이 발달하였다. 대한민국의 대한항공, 아시아나항공과 일본의 일본항공, 전일본공수, 스카이마크 항공 등의 항공사가 한국의 인천국제공항 등 4개 공항, 일본의 나리타 국제공항 등 25개 공항을 통해 많은 정기 및 전세기 노선을 운항하고 있다. 또한 미국의 노스웨스트항공, 델타항공, 유나이티드항공은 인천국제공항에서 나리타 국제공항을 거쳐 미국으로 가는 정기 노선을 운항하고 있다.

## 같이 보기
- 한국교통연구원